# Группа безопасности президента Республики

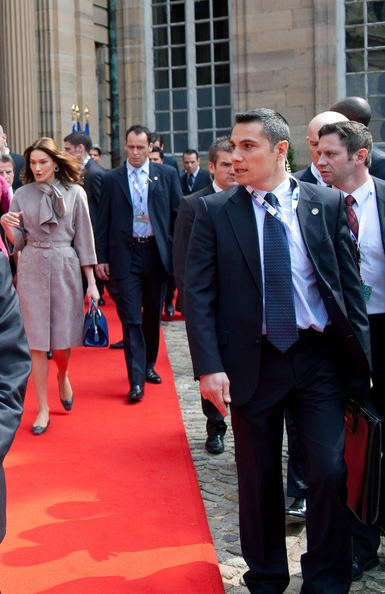
Защита агентами GSPR первой леди Франции Карлы Бруни-Саркози

Группа безопасности президента Республики (фр. Groupe de sécurité de la présidence de la République, GSPR) — подразделение безопасности, отвечающее за безопасность президента Франции. Находится в ведении одновременно Национальной жандармерии Франции и Национальной полиции Франции.
В прошлом в состав группы входили 30 жандармов, 30 полицейских и подполковник жандармерии или уполномоченный комиссар полиции.
С момента избрания Николя Саркози президентом Франции, группа состоит только из полицейских службы по защите высокопоставленных лиц и RAID. Также с момента его избрания подразделение насчитывает 90 членов — на 30 человек больше из-за высокого уровня угрозы.